# Boletina obesula
Boletina obesula är en tvåvingeart som beskrevs av Oskar Augustus Johannsen 1912. Boletina obesula ingår i släktet Boletina och familjen svampmyggor.
Artens utbredningsområde är Alaska. Inga underarter finns listade i Catalogue of Life.